# Verticordia aurea
Verticordia aurea är en myrtenväxtart som beskrevs av Alexander Segger George. Verticordia aurea ingår i släktet Verticordia och familjen myrtenväxter. Inga underarter finns listade i Catalogue of Life.